# Калібрування засобу вимірювань
Калібрування - сукупність операцій, за допомогою яких за заданих умов на першому етапі встановлюється співвідношення між значеннями величини, що забезпечуються еталонами з притаманними їм невизначеностями вимірювань, та відповідними показами з пов’язаними з ними невизначеностями вимірювань, а на другому етапі ця інформація використовується для встановлення співвідношення для отримання результату вимірювання з показу. 

## Загальні положення
Калібруванню в добровільному порядку можуть підлягати засоби вимірювальної техніки, які застосовуються у сфері та/або поза сферою законодавчо регульованої метрології.
Калібрування засобів вимірювальної техніки проводиться:
1. Науковими метрологічними центрами.
2. Метрологічними центрами, калібрувальними лабораторіями, акредитованими національним органом України з акредитації.   Акредитація проводиться на відповідність вимогам ДСТУ EN ISO/IEC 17025:2019.
3. Метрологічними центрами, калібрувальними лабораторіями, які мають документально підтверджену простежуваність своїх еталонів до національних еталонів, еталонів інших держав або міжнародних еталонів відповідних одиниць вимірювання.

Калібрування засобів вимірювальної техніки та оформлення його результатів проводяться відповідно до національних стандартів, гармонізованих з відповідними міжнародними (ДСТУ ISO) та європейськими стандартами (ДСТУ EN), та документів, прийнятих міжнародними та регіональними організаціями з метрології. 
Зокрема, оформлення результатів калібрування повинно проводитися згідно з вимогами розділу 7.8 ДСТУ EN ISO/IEC 17025:2019.